# Lou Reed/Diskografie
Diese Diskografie ist eine Übersicht über die musikalischen Werke des US-amerikanischen Singer-Songwriters und Gitarristen Lou Reed. Den Schallplattenauszeichnungen zufolge hat er bisher mehr als 3,7 Millionen Tonträger verkauft, davon alleine in seiner Heimat über eine Million. Seine erfolgreichste Veröffentlichung ist das Album New York mit über 1,3 Millionen verkauften Einheiten.

## Alben

### Studioalben
| Jahr | Titel                         | Höchstplatzierung, Gesamtwochen, AuszeichnungChartplatzierungen (Jahr, Titel, Platzierungen, Wochen, Auszeichnungen, Anmerkungen) | Höchstplatzierung, Gesamtwochen, AuszeichnungChartplatzierungen (Jahr, Titel, Platzierungen, Wochen, Auszeichnungen, Anmerkungen) | Höchstplatzierung, Gesamtwochen, AuszeichnungChartplatzierungen (Jahr, Titel, Platzierungen, Wochen, Auszeichnungen, Anmerkungen) | Höchstplatzierung, Gesamtwochen, AuszeichnungChartplatzierungen (Jahr, Titel, Platzierungen, Wochen, Auszeichnungen, Anmerkungen) | Höchstplatzierung, Gesamtwochen, AuszeichnungChartplatzierungen (Jahr, Titel, Platzierungen, Wochen, Auszeichnungen, Anmerkungen) | Anmerkungen |
| Jahr | Titel                         | DE | AT | CH | UK | US | Anmerkungen |
| ---- | ----------------------------- | --- | --- | --- | --- | --- | --- |
| 1972 | Lou Reed                      | — | — | — | — | US189 (2 Wo.)US | Erstveröffentlichung: April 1972 |
| 1972 | Transformer                   | — | — | — | UK13 Platin · (40 Wo.)UK | US29 (32 Wo.)US | Erstveröffentlichung: 8. November 1972 Platz 194 der Rolling-Stone-500 in UK mehrfach wiederveröffentlicht, erreichte u. a. 1998 erneut Platz 16 Verkäufe: + 467.500 |
| 1973 | Berlin                        | — | — | — | UK7 Silber · (5 Wo.)UK | US98 (11 Wo.)US | Erstveröffentlichung: Juli 1973 Platz 344 der Rolling-Stone-500 Verkäufe: + 60.000                                                                                   |
| 1974 | Sally Can’t Dance             | — | — | — | — | US10 (14 Wo.)US | Erstveröffentlichung: August 1974 |
| 1975 | Metal Machine Music           | — | — | — | — | — | Erstveröffentlichung: Juli 1975 |
| 1976 | Coney Island Baby             | — | — | — | UK52 (1 Wo.)UK | US41 (14 Wo.)US | Erstveröffentlichung: Januar 1976 |
| 1976 | Rock and Roll Heart           | — | — | — | — | US64 (8 Wo.)US | Erstveröffentlichung: 1. Oktober 1976 |
| 1978 | Street Hassle                 | — | — | — | — | US89 (9 Wo.)US | Erstveröffentlichung: Februar 1978 |
| 1979 | The Bells                     | — | — | — | — | US130 (4 Wo.)US | Erstveröffentlichung: Mai 1979 |
| 1980 | Growing Up in Public          | — | — | — | — | US158 (5 Wo.)US | Erstveröffentlichung: April 1980 |
| 1982 | The Blue Mask                 | DE52 (1 Wo.)DE | — | — | — | US169 (4 Wo.)US | Erstveröffentlichung: 23. Februar 1982 |
| 1983 | Legendary Hearts              | — | — | — | — | US159 (7 Wo.)US | Erstveröffentlichung: März 1983 |
| 1984 | New Sensations                | — | — | — | UK92 (1 Wo.)UK | US56 (32 Wo.)US | Erstveröffentlichung: April 1984 |
| 1986 | Mistrial                      | — | — | — | UK69 (1 Wo.)UK | US47 (21 Wo.)US | Erstveröffentlichung: April 1986 |
| 1989 | New York                      | DE19 (17 Wo.)DE | AT8 (12 Wo.)AT | CH1 Gold · (14 Wo.)CH | UK14 Gold · (22 Wo.)UK | US40 Gold · (22 Wo.)US | Erstveröffentlichung: 10. Januar 1989 Verkäufe: + 1.295.000 |
| 1992 | Magic and Loss                | DE17 (15 Wo.)DE | AT9 (11 Wo.)AT | CH10 (13 Wo.)CH | UK6 (6 Wo.)UK | US80 (7 Wo.)US | Erstveröffentlichung: 14. Januar 1992 Verkäufe: + 50.000 |
| 1996 | Set the Twilight Reeling      | DE18 (14 Wo.)DE | AT23 (7 Wo.)AT | CH16 (8 Wo.)CH | UK26 (2 Wo.)UK | US110 (3 Wo.)US | Erstveröffentlichung: 16. Februar 1996 |
| 2000 | Ecstasy                       | DE24 (6 Wo.)DE | AT48 (2 Wo.)AT | CH76 (1 Wo.)CH | UK54 (1 Wo.)UK | US183 (1 Wo.)US | Erstveröffentlichung: 4. April 2000 |
| 2003 | The Raven                     | DE45 (3 Wo.)DE | AT68 (3 Wo.)AT | CH64 (2 Wo.)CH | — | — | Erstveröffentlichung: 28. Januar 2003 |
| 2007 | Hudson River Wind Meditations | — | — | — | — | — | Erstveröffentlichung: 11. April 2007 |

grau schraffiert: keine Chartdaten aus diesem Jahr verfügbar

### Gemeinschaftsalben
| Jahr | Titel            | Höchstplatzierung, Gesamtwochen, AuszeichnungChartplatzierungen (Jahr, Titel, Platzierungen, Wochen, Auszeichnungen, Anmerkungen) | Höchstplatzierung, Gesamtwochen, AuszeichnungChartplatzierungen (Jahr, Titel, Platzierungen, Wochen, Auszeichnungen, Anmerkungen) | Höchstplatzierung, Gesamtwochen, AuszeichnungChartplatzierungen (Jahr, Titel, Platzierungen, Wochen, Auszeichnungen, Anmerkungen) | Höchstplatzierung, Gesamtwochen, AuszeichnungChartplatzierungen (Jahr, Titel, Platzierungen, Wochen, Auszeichnungen, Anmerkungen) | Höchstplatzierung, Gesamtwochen, AuszeichnungChartplatzierungen (Jahr, Titel, Platzierungen, Wochen, Auszeichnungen, Anmerkungen) | Anmerkungen                                          |
| Jahr | Titel            | DE | AT | CH | UK | US | Anmerkungen                                          |
| ---- | ---------------- | --- | --- | --- | --- | --- | ---------------------------------------------------- |
| 1990 | Songs for Drella | DE28 (14 Wo.)DE | AT28 (1 Wo.)AT | CH18 (7 Wo.)CH | UK22 (5 Wo.)UK | US103 (8 Wo.)US | Erstveröffentlichung: 24. April 1990 mit John Cale   |
| 2011 | Lulu             | DE6 (5 Wo.)DE | AT11 (4 Wo.)AT | CH14 (4 Wo.)CH | UK36 (1 Wo.)UK | US36 (1 Wo.)US | Erstveröffentlichung: 28. Oktober 2011 mit Metallica |

### Livealben
| Jahr | Titel                         | Höchstplatzierung, Gesamtwochen, AuszeichnungChartplatzierungen (Jahr, Titel, Platzierungen, Wochen, Auszeichnungen, Anmerkungen) | Höchstplatzierung, Gesamtwochen, AuszeichnungChartplatzierungen (Jahr, Titel, Platzierungen, Wochen, Auszeichnungen, Anmerkungen) | Höchstplatzierung, Gesamtwochen, AuszeichnungChartplatzierungen (Jahr, Titel, Platzierungen, Wochen, Auszeichnungen, Anmerkungen) | Höchstplatzierung, Gesamtwochen, AuszeichnungChartplatzierungen (Jahr, Titel, Platzierungen, Wochen, Auszeichnungen, Anmerkungen) | Höchstplatzierung, Gesamtwochen, AuszeichnungChartplatzierungen (Jahr, Titel, Platzierungen, Wochen, Auszeichnungen, Anmerkungen) | Anmerkungen                                                                                            |
| Jahr | Titel                         | DE | AT | CH | UK | US | Anmerkungen                                                                                            |
| ---- | ----------------------------- | --- | --- | --- | --- | --- | --- |
| 1974 | Rock ’n’ Roll Animal          | — | — | — | UK26 (1 Wo.)UK | US45 Gold · (28 Wo.)US | Erstveröffentlichung: Februar 1974 aufgenommen in der Academy of Music in New York Verkäufe: + 600.000 |
| 1975 | Lou Reed Live                 | — | — | — | — | US62 (10 Wo.)US | Erstveröffentlichung: März 1975 weitere Aufnahmen vom Auftritt in der Academy of Music                 |
| 1998 | Perfect Night: Live in London | DE98 (1 Wo.)DE | — | — | — | — | Erstveröffentlichung: 21. April 1998                                                                   |

grau schraffiert: keine Chartdaten aus diesem Jahr verfügbar
Weitere Livealben
- 1978: Live: Take No Prisoners
- 1984: Live in Italy
- 2001: American Poet (live 1972)
- 2004: Le Bataclan ’72 (mit John Cale & Nico)
- 2004: Animal Serenade
- 2007: Metal Machine Music (mit Zeitkratzer)
- 2008: The Stone Issue Three (mit Laurie Anderson und John Zorn)
- 2008: Berlin: Live at St. Ann's Warehouse
- 2008: The Creation of the Universe (mit Metal Machine Trio)
- 2014: Thinking of another Place (live 1976)
- 2016: Waltzing Matilda (Love has gone away) (live 1976)
- 2017: In their own Words (mit Kris Kristofferson)
- 2020: Alice Tully Hall (live 1973)
- 2020: When your Heart is made out of Ice (live 1974)

### Kompilationen
| Jahr | Titel                                         | Höchstplatzierung, Gesamtwochen, AuszeichnungChartplatzierungen (Jahr, Titel, Platzierungen, Wochen, Auszeichnungen, Anmerkungen) | Höchstplatzierung, Gesamtwochen, AuszeichnungChartplatzierungen (Jahr, Titel, Platzierungen, Wochen, Auszeichnungen, Anmerkungen) | Höchstplatzierung, Gesamtwochen, AuszeichnungChartplatzierungen (Jahr, Titel, Platzierungen, Wochen, Auszeichnungen, Anmerkungen) | Höchstplatzierung, Gesamtwochen, AuszeichnungChartplatzierungen (Jahr, Titel, Platzierungen, Wochen, Auszeichnungen, Anmerkungen) | Höchstplatzierung, Gesamtwochen, AuszeichnungChartplatzierungen (Jahr, Titel, Platzierungen, Wochen, Auszeichnungen, Anmerkungen) | Anmerkungen |
| Jahr | Titel                                         | DE | AT | CH | UK | US | Anmerkungen |
| ---- | --------------------------------------------- | --- | --- | --- | --- | --- | --- |
| 1977 | Walk on the Wild Side: The Best of Lou Reed   | — | — | — | — | US156 (6 Wo.)US | Erstveröffentlichung: 1977                                                                                          |
| 1980 | Rock and Roll Diary: 1967–1980                | — | — | — | — | US178 (4 Wo.)US | Erstveröffentlichung: 1980                                                                                          |
| 1989 | Retro                                         | — | — | — | UK29 Silber · (5 Wo.)UK | — | Erstveröffentlichung: 1989 Verkäufe: + 95.000                                                                       |
| 1995 | The Best of Lou Reed & the Velvet Underground | — | — | — | UK56 Gold · (4 Wo.)UK | — | Erstveröffentlichung: November 1995 Verkäufe: + 100.000                                                             |
| 2003 | NYC Man (The Ultimate Collection 1967–2003)   | — | — | — | UK31 (3 Wo.)UK | — | Erstveröffentlichung: 12. Mai 2003                                                                                  |
| 2004 | NYC Man: Greatest Hits                        | — | — | — | UK43 (2 Wo.)UK | — | Erstveröffentlichung: 2. August 2004                                                                                |
| 2013 | The Essential Lou Reed                        | — | — | — | — | US155 (1 Wo.)US | Erstveröffentlichung: 13. September 2011 erst posthum in den Charts Doppel-CD mit mehreren Velvet-Underground-Songs |

grau schraffiert: keine Chartdaten aus diesem Jahr verfügbar
Weitere Kompilationen
- 2016: The RCA & Arista Album Collection
- 2016: Mojo Presents – A Life in Music
- 2021: I’m so Free – The 1971 RCA Demos

## Singles

### Als Leadmusiker
| Jahr | Titel Album                                  | Höchstplatzierung, Gesamtwochen, AuszeichnungChartplatzierungen (Jahr, Titel, Album, Platzierungen, Wochen, Auszeichnungen, Anmerkungen) | Höchstplatzierung, Gesamtwochen, AuszeichnungChartplatzierungen (Jahr, Titel, Album, Platzierungen, Wochen, Auszeichnungen, Anmerkungen) | Höchstplatzierung, Gesamtwochen, AuszeichnungChartplatzierungen (Jahr, Titel, Album, Platzierungen, Wochen, Auszeichnungen, Anmerkungen) | Höchstplatzierung, Gesamtwochen, AuszeichnungChartplatzierungen (Jahr, Titel, Album, Platzierungen, Wochen, Auszeichnungen, Anmerkungen) | Höchstplatzierung, Gesamtwochen, AuszeichnungChartplatzierungen (Jahr, Titel, Album, Platzierungen, Wochen, Auszeichnungen, Anmerkungen) | Anmerkungen                                                                                         |
| Jahr | Titel Album                                  | DE | AT | CH | UK | US | Anmerkungen                                                                                         |
| ---- | -------------------------------------------- | --- | --- | --- | --- | --- | --------------------------------------------------------------------------------------------------- |
| 1972 | Walk on the Wild Side Transformer            | DE67 a (1 Wo.)DE | AT57 a (1 Wo.)AT | CH39 a (2 Wo.)CH | UK10 Platin · (10 Wo.)UK | US16 (14 Wo.)US | Erstveröffentlichung: 24. November 1972 Platz 221 der Rolling-Stone-500; Rock and Roll Hall of Fame |
| 1972 | Perfect Day Transformer                      | — | AT73 a (1 Wo.)AT | CH63 a (1 Wo.)CH | UK45 a Platin · (1 Wo.)UK | — | B-Seite                                                                                             |
| 2004 | Satellite of Love ’04 NYC Man: Greatest Hits | — | — | — | UK10 (7 Wo.)UK | — | |

grau schraffiert: keine Chartdaten aus diesem Jahr verfügbar

### Als Gastmusiker
| Jahr | Titel Album         | Höchstplatzierung, Gesamtwochen, AuszeichnungChartplatzierungen (Jahr, Titel, Album, Platzierungen, Wochen, Auszeichnungen, Anmerkungen) | Höchstplatzierung, Gesamtwochen, AuszeichnungChartplatzierungen (Jahr, Titel, Album, Platzierungen, Wochen, Auszeichnungen, Anmerkungen) | Höchstplatzierung, Gesamtwochen, AuszeichnungChartplatzierungen (Jahr, Titel, Album, Platzierungen, Wochen, Auszeichnungen, Anmerkungen) | Höchstplatzierung, Gesamtwochen, AuszeichnungChartplatzierungen (Jahr, Titel, Album, Platzierungen, Wochen, Auszeichnungen, Anmerkungen) | Höchstplatzierung, Gesamtwochen, AuszeichnungChartplatzierungen (Jahr, Titel, Album, Platzierungen, Wochen, Auszeichnungen, Anmerkungen) | Anmerkungen                                                       |
| Jahr | Titel Album         | DE | AT | CH | UK | US | Anmerkungen                                                       |
| ---- | ------------------- | --- | --- | --- | --- | --- | ----------------------------------------------------------------- |
| 1987 | Soul Man –          | — | — | — | UK30 (10 Wo.)UK | — | mit Sam Moore                                                     |
| 1997 | Perfect Day –       | DE54 (9 Wo.)DE | AT24 (7 Wo.)AT | CH37 (5 Wo.)CH | UK1 (22 Wo.)UK | — | mit Artists for Children in Need                                  |
| 2007 | Tranquilize Sawdust | — | AT57 (3 Wo.)AT | — | UK13 (7 Wo.)UK | — | Erstveröffentlichung: 5. November 2007 The Killers feat. Lou Reed |

## Statistik

### Chartauswertung
|                     | DE    | AT    | CH    | UK     | US     |
| ------------------- | ----- | ----- | ----- | ------ | ------ |
| Nummer-eins-Alben   | DE—DE | AT—AT | CH1CH | UK—UK  | US—US  |
| Top-10-Alben        | DE1DE | AT2AT | CH2CH | UK2UK  | US1US  |
| Alben in den Charts | DE9DE | AT7AT | CH7CH | UK15UK | US24US |

|                       | DE    | AT    | CH    | UK    | US    |
| --------------------- | ----- | ----- | ----- | ----- | ----- |
| Nummer-eins-Singles   | DE—DE | AT—AT | CH—CH | UK1UK | US—US |
| Top-10-Singles        | DE—DE | AT—AT | CH—CH | UK3UK | US—US |
| Singles in den Charts | DE2DE | AT4AT | CH3CH | UK6UK | US1US |

### Auszeichnungen für Musikverkäufe
| Goldene Schallplatte - Australien - 2002: für das Album Retro - Dänemark - 2023: für die Single Walk on the Wild Side - 2024: für das Album Transformer - Frankreich - 1981: für das Album Rock 'n' Roll Animal - 1982: für das Album Transformer - 1990: für das Album New York - Italien - 2017: für die Single Perfect Day - Neuseeland - 2024: für das Album Transformer - Niederlande - 1992: für das Album New York - Spanien - 1989: für das Album New York - 2003: für das Album Magic and Loss - 2024: für die Single Perfect Day | Platin-Schallplatte - Australien - 2004: für das Album New York - Italien - 2017: für die Single Walk on the Wild Side - 2022: für das Album Transformer - Neuseeland - 2024: für die Single Perfect Day - Spanien - 2024: für die Single Walk on the Wild Side 2× Platin-Schallplatte - Neuseeland - 2024: für die Single Walk on the Wild Side |

Anmerkung: Auszeichnungen in Ländern aus den Charttabellen bzw. Chartboxen sind in ebendiesen zu finden.
| Land/RegionAuszeichnungen für Musikverkäufe (Land/Region, Auszeichnungen, Verkäufe, Quellen) | Silber     | Gold       | Platin       | Verkäufe  | Quellen                     |
| -------------------------------------------------------------------------------------------- | ---------- | ---------- | ------------ | --------- | --------------------------- |
| Australien (ARIA)                                                                            | —          | Gold1      | Platin1      | 105.000   | aria.com.au                 |
| Dänemark (IFPI)                                                                              | —          | 2× Gold2   | —            | 55.000    | ifpi.dk                     |
| Frankreich (SNEP)                                                                            | —          | 3× Gold3   | —            | 300.000   | infodisc.fr snepmusique.com |
| Italien (FIMI)                                                                               | —          | Gold1      | 2× Platin2   | 125.000   | fimi.it                     |
| Neuseeland (RMNZ)                                                                            | —          | Gold1      | 3× Platin3   | 97.500    | radioscope.co.nz NZ2        |
| Niederlande (NVPI)                                                                           | —          | Gold1      | —            | 50.000    | nvpi.nl                     |
| Schweiz (IFPI)                                                                               | —          | Gold1      | —            | 25.000    | hitparade.ch                |
| Spanien (Promusicae)                                                                         | —          | 3× Gold3   | Platin1      | 190.000   | elportaldemusica.es ES2     |
| Vereinigte Staaten (RIAA)                                                                    | —          | 2× Gold2   | —            | 1.000.000 | riaa.com                    |
| Vereinigtes Königreich (BPI)                                                                 | 3× Silber3 | 2× Gold2   | 3× Platin3   | 1.880.000 | bpi.co.uk                   |
| Insgesamt                                                                                    | 3× Silber3 | 17× Gold17 | 10× Platin10 |           |                             |